# Aceratium braithwaitei
Aceratium braithwaitei är en tvåhjärtbladig växtart som först beskrevs av F. Müll., och fick sitt nu gällande namn av Schlechter. Aceratium braithwaitei ingår i släktet Aceratium och familjen Elaeocarpaceae. Inga underarter finns listade i Catalogue of Life.